# Aziatisch voetballer van het jaar
De prijs voor de Aziatisch voetballer van het jaar wordt sinds 1988 jaarlijks door de Asian Football Confederation uitgereikt aan de beste voetballer van Azië.

## Winnaars
| Jaar | Voetballer          | Land                         | Club                 |
| ---- | ------------------- | ---------------------------- | -------------------- |
| 1988 | Ahmed Radhi         | Irak                         | Al-Rasheed           |
| 1989 | Kim Joo-Sung        | Zuid-Korea                   | Daewoo Royals        |
| 1990 | Kim Joo-Sung        | Zuid-Korea                   | Daewoo Royals        |
| 1991 | Kim Joo-Sung        | Zuid-Korea                   | Daewoo Royals        |
| 1992 | Niet uitgereikt     | Niet uitgereikt              | Niet uitgereikt      |
| 1993 | Kazuyoshi Miura     | Japan                        | Yomiuri Soccer Club  |
| 1994 | Saeed Al-Owairan    | Saoedi-Arabië                | Al-Shabab            |
| 1995 | Masami Ihara        | Japan                        | Yokohama F. Marinos  |
| 1996 | Khodadad Azizi      | Iran                         | Pirouzi Teheran      |
| 1997 | Hidetoshi Nakata    | Japan                        | Bellmare Hiratsuka   |
| 1998 | Hidetoshi Nakata    | Japan                        | Perugia              |
| 1999 | Ali Daei            | Iran                         | Hertha BSC           |
| 2000 | Nawaf Al Temyat     | Saoedi-Arabië                | Al-Hilal             |
| 2001 | Fan Zhiyi           | China                        | Dundee United        |
| 2002 | Shinji Ono          | Japan                        | Feyenoord            |
| 2003 | Mehdi Mahdavikia    | Iran                         | Hamburger SV         |
| 2004 | Ali Karimi          | Iran                         | Al-Ahli              |
| 2005 | Hamad Al-Montashari | Saoedi-Arabië                | Al-Ittihad           |
| 2006 | Khalfan Ibrahim     | Qatar                        | Al-Sadd              |
| 2007 | Yasser Al-Qahtani   | Saoedi-Arabië                | Al-Hilal             |
| 2008 | Server Djeparov     | Oezbekistan                  | FC Bunyodkor         |
| 2009 | Yasuhito Endō       | Japan                        | Gamba Osaka          |
| 2010 | Saša Ognenovski     | Australië                    | Seongnam Ilhwa       |
| 2011 | Server Djeparov     | Oezbekistan                  | Al Shabab            |
| 2012 | Lee Keun-Ho         | Zuid-Korea                   | Ulsan Hyundai        |
| 2013 | Zheng Zhi           | China                        | Guangzhou Evergrande |
| 2014 | Nasser Al-Shamrani  | Saoedi-Arabië                | Al-Hilal             |
| 2015 | Ahmed Khalil        | Verenigde Arabische Emiraten | Al-Ahli              |
| 2016 | Omar Abdulrahman    | Verenigde Arabische Emiraten | Al Ain               |
| 2017 | Omar Kharbin        | Syrië                        | Al-Hilal             |
| 2018 | Abdelkarim Hassan   | Qatar                        | Al-Sadd              |
| 2019 | Akram Afif          | Qatar                        | Al-Sadd              |